# Gaspard Monge
Pour les articles homonymes, voir Monge.
Gaspard Monge, comte de Péluse, né le 9 mai 1746 à Beaune et mort le 28 juillet 1818 à Paris (ancien 10e arrondissement), est un mathématicien et homme politique français.
Son œuvre considérable mêle géométrie descriptive, analyse infinitésimale et géométrie analytique.
Il concourt avec Berthollet, Chaptal et Laplace à la création de l'École d'arts et métiers. Il est, avec Jacques-Élie Lamblardie et Lazare Carnot, un des fondateurs de l'École polytechnique. Il est également membre de la commission des sciences et des arts lors de la campagne d'Italie (1796-1797), et chargé de mission dans l'expédition d'Égypte (1798–1799).

## Biographie

### Enfance
Baptisé le jour de sa naissance, Gaspard Monge est le fils de Jacques Monge (1718-1775), marchand forain haut-savoyard qui devint bâtonnier de la confrérie des merciers de Beaune, et de Jeanne Rousseaux (1726-1781).

### Formation
Monge étudie au collège des oratoriens de Beaune avec ses deux frères : Louis, qui participe brièvement (du 1er août 1785 au 30 août 1785) à l'expédition de La Pérouse, et Jean. Il y reçoit de la part des religieux une éducation libérale, puisqu'en plus des humanités, il est instruit en histoire, sciences naturelles et mathématiques. Il montre dès lors les premiers signes de son excellence, au point que le directeur le qualifie de « puer aureus » (enfant d'or). À l'âge de quatorze ans, il construit une pompe à incendie, dont les effets suscitent l'admiration. De 1762 à 1764, il part terminer ses études au collège de la Trinité de Lyon, où il donne aussi un cours de sciences physiques,.
Revenu à Beaune, Monge dessine un plan de la ville qui lui vaut d'être remarqué par le lieutenant-colonel Merveilleux du Vignaux de l'École royale du génie de Mézières où il est bientôt engagé comme dessinateur en 1765. Il y fait la connaissance de Charles Bossut, le professeur de mathématiques de l'École, avec qui il peut discuter de ses idées sur la géométrie. Cependant il ne peut pas devenir officier du génie puisqu'il n'est pas de famille noble. Un an après son arrivée, on lui confie la réalisation de plans de fortifications. En 1766, Bossut le choisit comme répétiteur de mathématiques, chargé de suppléer ses cours. Monge fait entrer la géométrie descriptive dans l'enseignement de l'école. C'est dans le cadre de l'École royale du génie qu'il devient membre de la franc-maçonnerie, initié à la loge L’union parfaite du corps royal du génie de cette école militaire,.

### Grands débuts du scientifique
À travers la correspondance que Monge entretient avec diverses personnalités liées aux mathématiques — tel que Alexandre-Théophile Vandermonde —, on voit qu'il approfondit sa connaissance de la géométrie analytique et de la géométrie différentielle dès 1768, année d'élection de Bossut à l'Académie des sciences. C'est à cette époque qu'il prend connaissance de l'œuvre du Suisse Leonhard Euler et du Français d'origine turinoise Joseph-Louis Lagrange. Il cherche alors à étendre à l'espace le calcul des variations que ces mathématiciens avaient développé pour le plan.
L'année suivante, Monge entre en contact avec d'Alembert et surtout Condorcet. À l'invitation de d'Alembert, de Bossut et de Vandermonde, entre 1771 et 1772, il rédige six mémoires. Il en présente la plupart à l'Académie des sciences de Paris et à celle de Turin. À cette époque, il établit les principes qui vont guider ses recherches sur la géométrie différentielle, sur plusieurs types de surfaces dans l'espace, sur des équations différentielles et sur le calcul intégral. À partir de 1771, il devient aussi professeur de physique à l'École de Mézières. Il y développe son intérêt pour d'autres domaines de la science, tels que la géologie, la météorologie et la chimie. En avril 1772, il devient le correspondant de l'Académie des sciences de Paris, grâce aux rapports favorables de d'Alembert, Bossut et Vandermonde.
Au printemps de 1774, Gaspard Monge rencontre un puissant protecteur, le marquis de Castries. Il commence à nouer une très longue amitié avec le fils du concierge de ce dernier, Jean-Nicolas Pache.
Le 14 janvier 1780, Monge est élu membre de l'Académie des sciences de Paris, en tant que géomètre-adjoint, en remplacement de Vandermonde. Cette nomination l'oblige à résider à Paris au moins cinq mois par an pour pouvoir assister aux sessions. L'abbé Bossut fait en sorte que Monge puisse conserver son poste d'enseignant à l'École royale du Génie de Mézières. Pendant ses mois d'absence, il sera remplacé par son frère Louis, mathématicien. D'autre part, Bossut lui demande de l'assister dans ses cours d'hydrodynamique qu'il donne à l'Académie des sciences, au Louvre.
Il y fait la connaissance de Berthollet, qui deviendra son meilleur ami et qui lui est lié par des liens familiaux (leurs deux épouses sont cousines), et avec lequel ils partageront les aventures révolutionnaires et napoléoniennes.
En octobre 1783, le maréchal de Castries, ministre de la Marine, choisit Gaspard Monge comme examinateur des gardes-marine, pour remplacer Étienne Bézout décédé. Cette nomination représente un tournant considérable dans sa vie professionnelle. Il doit renoncer à une nomination très probable à la chaire d'hydrodynamique à l'Académie des sciences et, de plus, abandonner définitivement l'École de Mézières. Il gardera cette charge d'examinateur des gardes-marine jusqu'au début de la révolution de 1789, mais n'abandonne pas ses activités scientifiques. Pendant plusieurs années, il alterne les voyages d'inspection dans les différents ports du pays hébergeant des écoles de la Marine, avec la rédaction de ses mémoires en mathématiques, physique et chimie.
Chaque année, à date fixe, Monge part organiser les examens à Alès et Vannes, plus tard à Brest, Rochefort et Toulon. Pour Monge, la façon dont se déroulent les examens n'est pas indifférente : ce n'est pas tant la masse de données mémorisées qui l'intéresse, que le raisonnement des élèves et leur capacité à appliquer ce qu'ils ont appris. Ce nouvel esprit se reflète dans son système d'évaluation, qui prend en compte divers aspects du candidat avant de conclure. Il note avant tout la façon dont le candidat a répondu aux différentes parties de l'examen — arithmétique, géométrie, trigonométrie rectiligne et sphérique, navigation —. Puis il évalue aussi bien son intelligence que son caractère. Enfin, il préserve la plus grande équité entre les candidats et se montre totalement insensible aux lettres de recommandation. Cette mission, aussi bien à Paris que dans les différents ports, lui permet d'entrer en contact avec une administration  qu'il ne va pas tarder à avoir sous ses ordres en tant que ministre de la Marine. Au cours de ses voyages — chacun pouvait durer plus de trois mois — il visite les mines, les fonderies et tous les arsenaux les plus importants. Il approfondit sa connaissance des questions techniques qui se révéleront cruciales au moment de la Révolution française.
En 1784, le maréchal de Castries lui demande de réécrire le cours élémentaire de mathématiques de Bézout considéré comme obsolète. À l'été 1786, Monge écrit un traité de statique qui doit former le premier volume d'un cours complet de mathématiques. Après avoir présenté le traité à l'Académie des sciences début 1787, il l'envoie au ministre en s'engageant à écrire le cours complet. Le Traité élémentaire de statique est publié en 1788, mais les autres traités restent à éditer. Cet ouvrage exerce une grande influence et est traduit en différentes langues, dont l'allemand, l'anglais et le russe.

### Mariage et descendance
Pendant la période où il exerce comme professeur à Mézières et correspondant de l'Académie des sciences de Paris, Monge s'éprend d'une femme de trente ans, Marie-Catherine Huart, veuve de Jacques Horbon, lui-même propriétaire d'une fonderie à Couvin. Il l'épouse le 12 juin 1777 et le couple réside à Rocroi. Ils auront trois filles : 
- Jeanne-Charlotte-Émilie (1778–1867), née à Rocroi, qui épouse le conventionnel Nicolas-Joseph Marey, dont sept enfants, notamment le général Guillaume Stanislas Marey-Monge ;
- Louise-Françoise (1779–1874), née à Mézières, qui épouse Joseph Eschassériaux, baron de l'Empire, dont deux enfants, Lucile (1798–1874) et Camille (1800–1834) ;
- Adélaïde (1780–1783), née à Mézières.

Son mariage avec Catherine Huart, qui appartient à une famille bourgeoise des Ardennes, l'introduit dans un nouveau milieu. Il devient propriétaire d'une fonderie et s'intéresse dès lors à tout ce qui concerne la sidérurgie et la métallurgie. Son réseau de proches et d'amis s'étend, ce qui favorise sa rapide ascension sociale.

### Monge et la Révolution: l'organisateur

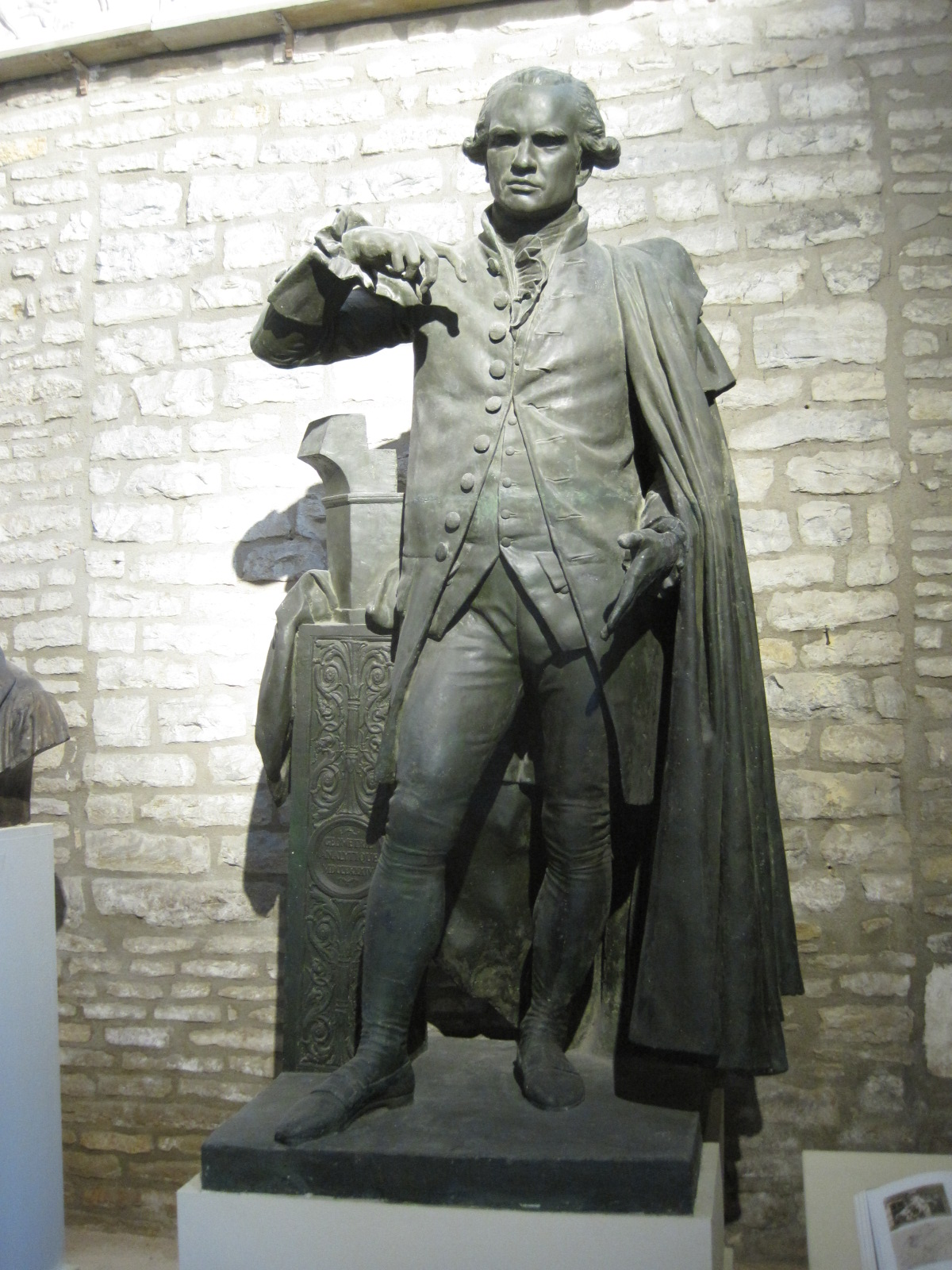
Gaspard Monge (musée François Rude de Dijon).

La Révolution française, qu'il soutient dès 1789, change complètement le cours de sa vie, alors qu'il est un des scientifiques les plus importants de France. Vraisemblablement vers le mois de juin 1790, il adhère, comme beaucoup de ses collègues académiciens, à un premier club modéré, la société patriotique de 1789, située au Palais-Royal. Puis il entre à la Société patriotique de la section du Luxembourg avec ses amis Jean-Nicolas Pache, Alexandre-Théophile Vandermonde, Jean-Baptiste Marie Meusnier et Jean-Henri Hassenfratz. Il devient finalement membre du Club des jacobins.
Pourtant, la Révolution ne l'empêche pas d'exercer ses fonctions d'examinateur ni de siéger à L'Académie des sciences, qui reçoit très vite la mission d'établir les bases d'un système de mesures unifié sur une base décimale. En août 1792, Monge est nommé ministre de la Marine, en tant que scientifique reconnu, partisan de la cause populaire et examinateur des gardes-marine. Après le début des activités de la Convention le 22 septembre 1792, il conserve son poste de ministre de la Marine dans la Première République naissante. Une de ses premières décisions est de limiter ses privilèges de ministre et de partager sa résidence de fonction de la rue Royale avec des officiers de marine. La Marine française est complètement désorganisée en raison de la fuite de nombreux cadres, l'insubordination dans les arsenaux et la difficulté de recrutement. Il doit aussi freiner la vague de démissions que beaucoup de fonctionnaires lui présentent et ne peut éviter le départ de nombreux officiers. En février 1793, il fait face, en tant que ministre de la Marine, à la déclaration de guerre à l'Angleterre. Le 10 avril 1793, il démissionne de son poste de ministre de la Marine, dépassé par les querelles politiques, et retourne à l'Académie des sciences, mais celle-ci est dissoute par la Convention en août de la même année. Il est l'un des promoteurs du calendrier révolutionnaire, avec Fabre d'Églantine.
Républicain convaincu, soutenant ardemment la Révolution, il continue de travailler sur des projets militaires ou encore sur une réforme du système éducatif. Depuis 1793, l'idée germe en France de fonder une école unique destinée à préparer les différentes catégories d'ingénieurs civils et militaires. Monge, aussi bien que l'ingénieur Jacques-Élie Lamblardie, directeur de l'École des ponts et chaussées, pensent qu'une même formation au sein de la même école permettra d'en finir avec les rivalités entre ingénieurs de différentes spécialités. Sur le rapport de Barère, par le décret du 11 mars 1794 de la Convention, il est nommé membre de la commission chargée de la création d'une commission des travaux publics, à laquelle revient la direction des ponts et chaussées, des bâtiments civils, des travaux maritimes et du génie militaire. Lazare Carnot — dit le « grand Carnot » — y participe. Un premier projet est refusé par le Comité de salut public, qui confie un dossier plus ambitieux de création d'une école centrale des travaux publics, ébauche de l'École polytechnique. Il aide Lamblardie, premier directeur de la nouvelle école, pour l'organisation et l'installation de l'école à l'hôtel de Lassay, à côté du palais Bourbon. De nombreux membres fondateurs de l'école appartiennent, comme lui, à la franc-maçonnerie. Ses idéaux sont ceux d'un homme de la Révolution, soucieux de l'indépendance du pays, qui cherche à donner toute son autonomie à l'industrie nationale. Selon lui, il faut orienter la jeunesse vers le savoir scientifique et la maîtrise de la technologie. Il estime que l'enseignement, tant scientifique que technique, est destiné aux couches les plus populaires et pas seulement aux classes privilégiées. À l'École polytechnique, il est aidé par Jean Nicolas Pierre Hachette pour l'enseignement de la géométrie descriptive et Étienne-Marie Barruel et Joseph Jacotot pour celui de la physique. Responsable de la stéréotomie, il rédige un cours accéléré de cette discipline. Il rédige aussi trois cours de météorologie et d'acoustique. L'une des branches de la science à laquelle il consacre le plus d'efforts est l'application de l'analyse à la géométrie. C'est de cette époque que datent les Feuilles d'analyse appliquée à la géométrie, qui constituent l'ébauche d'Application de l'analyse à la géométrie, publiée en 1795
Alors que l'enseignement a déjà commencé à l'École polytechnique, une commission nommée par la Convention met en route l'organisation de l'École normale, destinée à former tous les professeurs des écoles secondaires du pays. Les professeurs sont choisis parmi les meilleurs scientifiques du moment, Lagrange et Laplace pour les mathématiques, Berthollet pour la chimie et Monge pour la géométrie descriptive. Mais l'école vit à peine cinq mois, ce qui empêche Monge de développer les applications de la géométrie descriptive à la représentation et à la conception des machines comme prévu

### Monge et la Révolution: le défenseur
En avril 1793, alors qu'il vient de quitter le ministère de la Marine, Gaspard Monge se consacre à la défense militaire de Paris. Le mathématicien, membre du Club des jacobins, évite autant que possible de se compromettre avec les nombreuses factions politiques qui luttent pour s'emparer du pouvoir. Son rôle politique est réduit, même s'il collabore pleinement avec le Comité de salut public. L'un des besoins les plus urgents de la France révolutionnaire est de se doter de moyens de défense crédibles pour faire face à la menace d'invasion. Depuis des années, Monge s'intéresse à tout ce qui concerne la métallurgie et cette expérience lui permet de jouer un rôle déterminant dans le développement de l'industrie française de l'armement. Il modernise la fabrication de l'acier et accélère la production d'armes, en facilitant la propagation des innovations techniques. La première urgence est de se procurer les matières premières nécessaires à la fabrication de la poudre, telles le salpêtre et le soufre. Monge fait explorer le territoire à la recherche de salpêtre, dont la production est multipliée par quinze en peu de temps. Il faut aussi satisfaire les besoins en acier de l'industrie de guerre. Monge réorganise la fabrication des canons, avec l'objectif de fournir à l'armée les 6 000 pièces dont elle a besoin. Pour cela, il transforme certains hauts fourneaux en fonderies de canons, en utilisant aussi bien le bronze que le fer fondu. Le même circuit de fabrication est mis en place pour d'autres armes, telles que les bombes, les obus, les fusils etc..
Depuis l'été 1793, Monge occupe les bureaux de la section des armes du Comité de salut public. Il y rédige des instructions et des décrets, désigne des responsables et dirige directement des opérations. Avec ses amis Vandermonde, Guyton de Morveau et Berthollet, c'est l'un des principaux acteurs de la recherche scientifique d'État. Il contrôle les établissements secrets de Meudon, l'administration des poudres et du salpêtre ainsi que les arsenaux de Paris. Fin 1793, Monge est chargé, avec Vandermonde et Berthollet, de rédiger un opuscule, Avis aux ouvriers en fer sur la fabrication de l'acier pour aider à augmenter la production d'armements. Les résultats suivent rapidement. Par un décret du début de 1794, le Comité de salut public invite les représentants des artilleurs à suivre des cours sur l'art d'extraire le salpêtre, le raffiner, confectionner la poudre et fabriquer les canons. Jean-Henri Hassenfratz et Gaspard Monge sont chargés d'y enseigner la méthode pour fondre, perforer et calibrer les canons de bronze pour l'armée de terre et les canons de fer fondu pour la Marine. La même année, Monge rédige un opus Description de l'art de fabriquer des canons, qui deviendra le bréviaire des artilleurs et ingénieurs de l'armement. Monge dirige la fabrication des armes et des poudres jusqu'en septembre 1794, quand l'orientation politique de cette organisation industrielle et militaire change sensiblement, après la chute de Robespierre.
La réaction post-thermidorienne qui voit l’émeute envahir la Convention le 1er prairial an II (20 mai 1795) le dénonce comme suspect. Prévenu par sa femme, il réussit à se cacher grâce à son ami Berthollet jusqu’au 26 juillet 1795 où il reprend ses activités d’enseignement à Polytechnique.

### Monge et Bonaparte: Italie (mai 1796-mai 1798)
En mai 1796, Gaspard Monge est nommé par les Directeurs, vraisemblablement sous l’influence de Carnot qui fut son élève à Mézières, membre d'une commission chargée de récupérer en Italie, à la demande expresse de Bonaparte au Directoire, à la suite de l’armistice avec le duché de Plaisance  « les monuments d'art et de science que les traités de paix accordent aux armées françaises victorieuses ». Il accepte immédiatement, certainement par l’intérêt de cette nouvelle aventure, mais aussi pour s’éloigner de Paris, où il avait suivi la menace de la réaction post-thermidorienne. Il s’acquitte de cette tâche avec sérieux et méthode, bien qu’étant incompétent personnellement sur le plan artistique. Il se concentre surtout sur les prélèvements de livres précieux dans toutes les bibliothèques. Il sillonne toute l’Italie du Nord et du Centre. Après la signature de l’armistice avec le Pape Pie VI le 23 juin à Bologne, il est chargé par Bonaparte d’en vérifier l’exécution à Rome. Celui-ci fait ample moisson de manuscrits à la bibliothèque vaticane mais devant la franche hostilité des romains, la commission juge plus prudent de se replier vers Bologne le 4 octobre, puis à Modène du 8 au 18 octobre.
Sous l'influence des idées révolutionnaires, il voit cette guerre comme une lutte pour la liberté et contre la tyrannie, ce qui justifie, lui semble-t-il, la spoliation des chefs-d'œuvre italiens. En juin 1796, il fait la connaissance du général Bonaparte en Italie et, à partir de cette rencontre, un courant de sympathie mutuelle s'établit entre les deux hommes. Celles-ci se tissent lors du séjour à Milan du 11 novembre 1796 au 7 janvier 1797, au cours duquel les contacts sont quasiment quotidiens. Monge voit en Bonaparte un homme capable d'étendre au-dehors les conquêtes révolutionnaires les plus essentielles. Mais il témoigne aussi sa déception à la suite du constat de la faible adhésion des italiens aux idéaux révolutionnaires et leur attachement à une forme très baroque du catholicisme.
Monge et la commission séjournent à nouveau à Rome du 23 février au 15 juillet 1797, mais dans une situation plus sûre puisque l’armée en a pris possession. Il déborde à nouveau d’activité dans le recollement la classification et la mise en caisses de tous les prélèvements, ou son talent d’organisateur fait merveille. Cinq convois sont expédiés en France par mer puis par voie de terre depuis Arles, puis par canaux jusqu’à Paris, la conception de cette logistique étant assurée par Monge. Il séjourne du 24 juillet au 26 août 1797 à Venise puis au château de Passariano près d’Udine où il passa deux semaines avec Bonaparte et son état-major. Il donne un cours de géométrie descriptive au général et ses officiers et se décrit comme « l’enfant gâté de la Révolution ».
Le 4 septembre le coup d’État du 18 fructidor élimine deux des cinq directeurs et Monge est inscrit sur les listes pour le remplacer, malgré un score honorable il n’est pas élu, à son grand soulagement.
Le sort de l’école polytechnique le préoccupe également. Elle est attaquée de toutes parts et ses collègues le pressent de rentrer et d’en prendre la direction, seul moyen selon eux de la sauver. Il est élu directeur contre son gré le 29 septembre. Son retour, suspendu aux négociations avec l’Autriche, pourra se réaliser après l’éclat fait par Bonaparte le 16 octobre devant les plénipotentiaires autrichiens : « La guerre est déclarée : mais souvenez-vous qu’avant trois mois, je briserai votre monarchie, comme je brise cette porcelaine ».
Quand le traité de Campo-Formio est signé, le 18 octobre 1797, Bonaparte le charge, avec le général Berthier, de transporter le document du traité à Paris. Monge est reçu par le Directoire avec beaucoup de cérémonie, et est obligé d'accepter, à partir de ce jour, la direction de l'École polytechnique.
Il propose la candidature de Bonaparte à la section de mécanique de l’Institut à laquelle il appartient, en remplacement de Carnot en fuite. Il est bien sûr élu sans être présent.
Mais le séjour parisien de Monge est de courte durée. Le 28 décembre 1797, le général Duphot est tué au cours d’une émeute dans la cour de l’ambassade de la République à Rome. Le 31 janvier 1798, le Directoire nomme une commission d’enquête, dont Monge fait partie.
Gaspard Monge part de Paris le 6 février 1798 pour Rome. Un ultimatum est adressé au pape Pie VI, au nom de la République française, pour qu'il renonce à son pouvoir temporel et se limite à l'autorité spirituelle. Comme on sait cette demande irréalisable, on lui substitue un ordre d'exil sous deux jours. Pie VI est déporté dans la nuit du 19 février au 20 février 1798, d'abord vers la Chartreuse de Galluzzo (Florence). Après les exactions du général André Masséna et son renvoi (2 mars 1798), Monge nomme des gens à toutes les fonctions de la nouvelle « République romaine », hormis aux Finances.
Il est également investi d’une mission secrète, celle de préparer un des convois qui participeront à la campagne d’Égypte à partir de l’Italie. Bonaparte l’avait mis au courant de ce projet secret lors de leur séjour à Passeriano en lui demandant d’y participer. Il possède les compétences requises puisqu’il fut ministre de la Marine sous la Convention.

### Monge et Bonaparte: Égypte (mai 1798–octobre 1799)

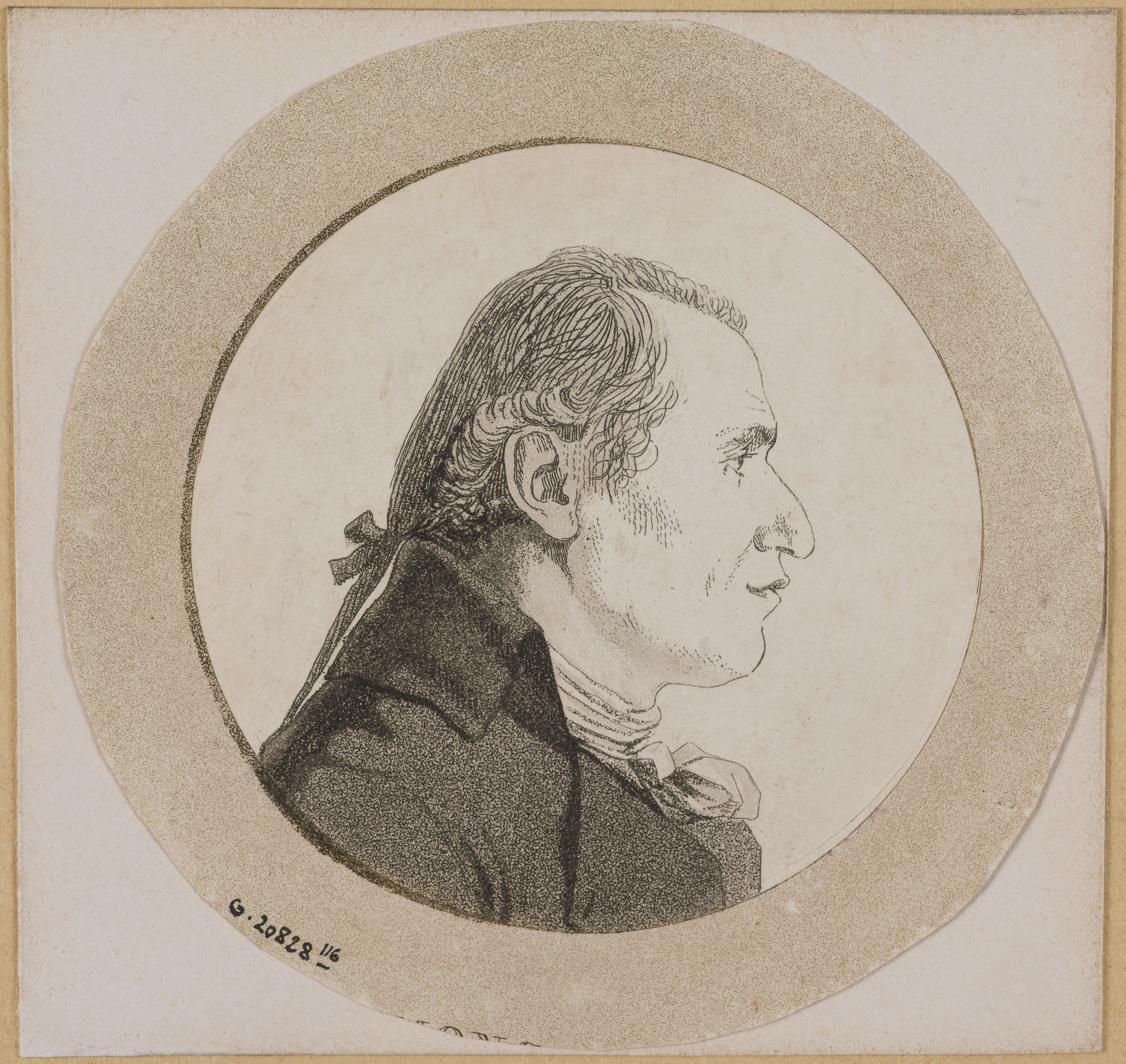
Gaspard Monge durant l'expédition d'Égypte (1798-1801).
Portrait dessiné et gravé par André Dutertre, Paris, musée Carnavalet.

Alors qu’il connaissait le projet de l’expédition égyptienne dès fin 1797, Monge a soigneusement évité de l’évoquer dans sa correspondance avec son épouse qui se doutait d’un nouvel éloignement qu’elle redoutait par-dessus tout après les 18 mois d’absence en Italie. Bonaparte à Paris vient lui rendre visite en lui annonçant sa décision et en demandant son consentement qu’elle refuse à plusieurs reprises. Elle cède finalement avec la promesse qu’il revienne sain et sauf au bout de quatre mois. Bien que Bonaparte ait fait des listes préliminaires de savants qu’il souhaitait pour cette expédition en concertation avec Monge, celui-ci ne pouvait s’impliquer dans le recrutement de ceux-ci, ce que Berthollet put faire à Paris et en faisant valider les choix par Caffarelli du Falga.
On connait de nombreux détails de cette expédition à travers la correspondance fournie échangée entre Monge et son épouse pendant toute l’expédition, ce qui confine à l’exploit étant donné l’éloignement et l’incertitude des courriers par mer. Parti de Civitta Vecchia avec Desaix et ses troupes, il finit par retrouver Bonaparte et le reste de l’escadre au large de Malte.
Arrivés en Égypte et après les difficultés de débarquement, Monge et Berthollet sont impliqués dans l’accrochage de Chebrerys le 13 juillet 1798 et Bonaparte témoigne au Directoire de leur conduite courageuse. Le 24 juillet, après son entrée au Caire, Bonaparte nomme une commission administrative provisoire pour mettre en place la gouvernance de la nouvelle Égypte. Elle est composée sans surprise de Monge et Berthollet. Le 1er août la flotte de Nelson détruit la flotte française à Aboukir. Le 2 août Bonaparte fonde l’Institut du Caire sous la houlette de Monge, Berthollet et Caffarelli. Le 20 août se tient la première séance qui définit l’organisation et les membres. Monge est nommé président le 23 août.
Le 1er septembre, Monge, Berthollet et Costaz sont chargés de revendre le butin de Malte et du Caire et de transformer l’or et l’argent en monnaie. Ils sont nommés inspecteurs de la monnaie.
Le 6 octobre, Monge fait passer l’examen de fin d’année aux jeunes polytechniciens qu’il avait entraînés dans l’aventure, devant un jury qui comprend Fourier, Costaz et Corancez.
Le 21 octobre la population du Caire se révolte contre les Français. Monge organise la défense de l’Institut, fait le coup de feu et galvanise ses collègues. Bonaparte de retour d’une expédition au bord du Nil écrase la révolte. En décembre, il crée l’École française du Caire qui comporte une centaine d’élèves.
Du 24 décembre au 7 janvier, il participe avec Bonaparte et un groupe  de savants et de militaires à une reconnaissance de l’ancien canal de Suez. Début février, Bonaparte s’élance vers la Syrie toujours accompagné de ses savants préférés, sans que la raison de leur présence soit très claire.
Devant Saint-Jean-d'Acre, Monge commence à ressentir les effets de la dysenterie qui décime les rangs du corps expéditionnaire. Il s’agit certainement de la fièvre typhoïde qui le maintient alité trois semaines. Bonaparte le visite régulièrement. Il commence à se rétablir au moment de la retraite. Lors du retour vers l’Égypte en mai, il perçoit l’hostilité franche des soldats envers les savants, qui sont accusés d’avoir été les inspirateurs de l’expédition. Certains, qui ne les connaissent pas, pensent que Monge et Berthollet ne sont qu’une seule personne (Monge-et-Berthollet) tant leurs deux noms sont toujours associés.
Alarmé par des informations qui semblaient indiquer l’imminence de la reprise des hostilités en Europe, Bonaparte se décide à prévoir son retour rapide en France. Le 21 juin 1799, il fait préparer en secret les vaisseaux qui concrétiseraient ce projet. Vers le 15 août, Monge et Berthollet sont mis dans le secret et ont beaucoup de mal à le dissimuler, leur changement d’attitude ayant été observé par tous leurs compagnons. Ils partent du Caire le 17 août et arrivent sans encombre à Saint-Raphaël le 9 octobre, le voyage ayant été perturbé par plusieurs périodes de vents contraires. Monge arrive enfin à Paris le 16 octobre. Il était parti depuis vingt mois.

### Monge et Napoléon: sénateur à vie

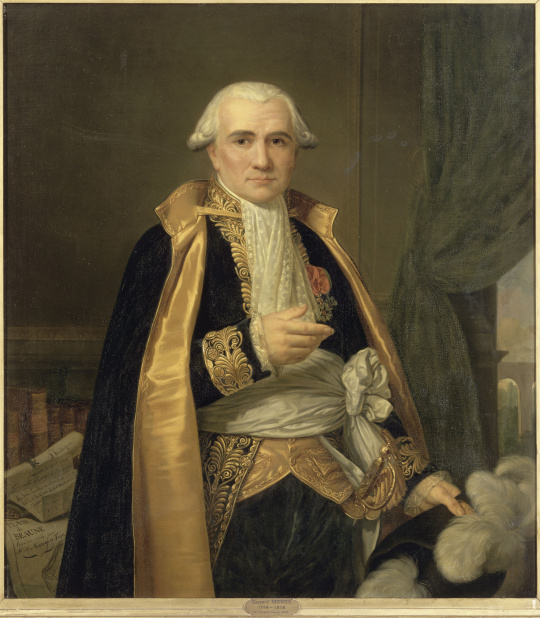
Gaspard Monge (1746–1818), comte de Péluse, mathématicien, en grand habit de président du Sénat conservateur, Jean-Guillaume-Elzidor Naigeon, 1842, musée de l'Histoire de France (Versailles).

Le 9 novembre 1799 a lieu le coup d'État fomenté par Sieyès, qui débouchera sur la proclamation de Napoléon Bonaparte comme Empereur des Français le 2 décembre 1804. Bien qu'il ait maintenu intactes ses convictions républicaines, Monge figure toujours parmi les compagnons les plus proches de Bonaparte. En 1803, il accompagne Bonaparte dans un voyage d'inspection à Anvers et, au retour, il est nommé vice-président du Sénat et sénateur de Liège. En 1806, il accède à la présidence du Sénat et, grâce à une dotation financière de l'Empereur, il achète le château de Bierre, en Bourgogne. Deux ans plus tard, il est fait comte de Péluse. En 1809, il abandonne l'enseignement à l'École polytechnique.

### Fin de vie
Après avoir été sollicité par Napoléon rêvant alors d'Amérique avant qu'il ne soit finalement contraint à l'exil, à la Restauration, Gaspard Monge est écarté. Il est exclu de l'Institut national des sciences et des arts de Paris. Une ordonnance royale du 13 avril 1816 licencie l'École polytechnique. Elle est ressuscitée le 17 janvier 1817 sous le nom d'École royale polytechnique.
Seuls quelques fidèles continuent de voir Gaspard Monge. Il est frappé de plusieurs attaques d'apoplexie et meurt le 28 juillet 1818 au 31 rue de Bellechasse à Paris. Ses obsèques ont lieu le 30 juillet 1818 en l'église Saint-Thomas d'Aquin à Paris ; aucun hommage officiel ne lui est rendu, mais de nombreux amis tels Berthollet, Laplace et Chaptal, ainsi que plusieurs ingénieurs qui avaient été ses élèves assistent à son enterrement. Le 2 août 1818, les élèves de l'École polytechnique, passant outre aux interdictions, lui rendent un dernier hommage au cimetière du Père-Lachaise.

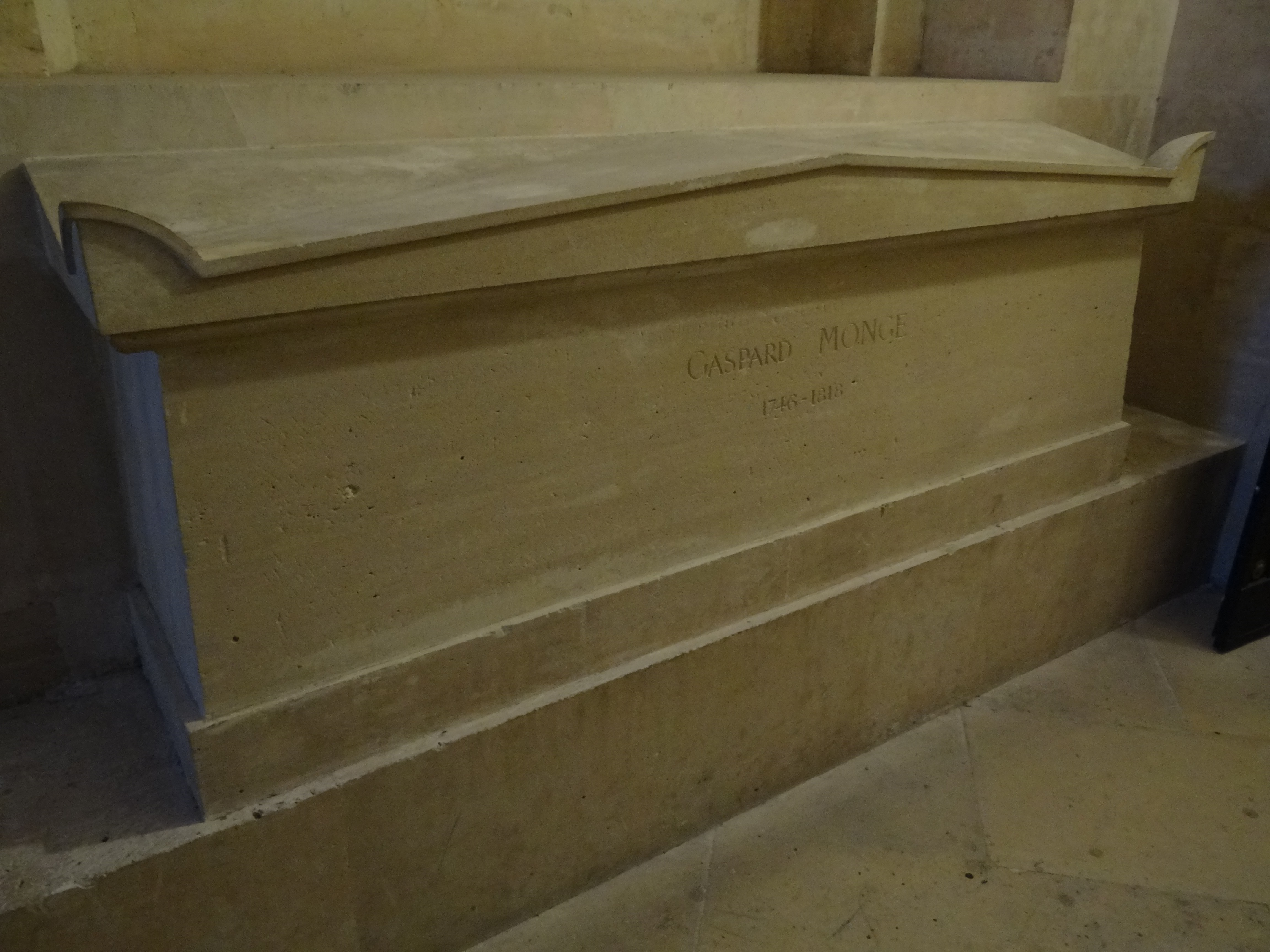
Le tombeau de Gaspard Monge au Panthéon.

Le 12 décembre 1989, sur la décision du Président François Mitterrand, il est transféré et inhumé dans le caveau VII du Panthéon de Paris.

## Œuvre

### Le scientifique éclectique
Depuis le début de sa carrière, Gaspard Monge manifeste sa curiosité pour tous les phénomènes de la nature, et voit la technologie comme un moyen de transformer la condition humaine. À l'École royale du Génie de Mézières, il s'intéresse à l'architecture et aux fortifications. Plus tard, quand il doit gérer la forge héritée de son épouse, il se familiarise avec la sidérurgie. Ce large éventail de centres d'intérêt apparaît sur différents mémoires sur la composition de l'acide nitrique, la biréfringence et la structure du spath d'Islande, la composition de l'acier, les causes des divers phénomènes météorologiques. Sa contribution à la chimie est particulièrement importante. Il fait d'importantes contributions à la théorie de la chaleur, à l'acoustique et à l'optique. En 1781, il réalise la combinaison de l'oxygène et de l'hydrogène et, en 1783, la synthèse de l'eau en même temps que le chimiste Lavoisier. En 1784, Monge réussit, en collaboration avec le chimiste Jean-François Clouet, la première liquéfaction du dioxyde de soufre. Entre 1786 et 1788, il fait des recherches, avec Berthollet et Vandermonde, sur les principes de la métallurgie et de la composition du fer et de l'acier, ainsi que sur les effets de la capillarité. Il présente aussi plusieurs mémoires de physique à l'Académie des sciences, tels que De quelques effets d'attraction ou de répulsion apparents entre les molécules et la matière, en 1787, et De quelques phénomènes de la vision en 1789. L'année suivante, il publie des observations en matière d'optique dans les Annales de chimie et un traité sur les principaux phénomènes de la météorologie.

### Contributions importantes

#### Géométrie descriptive
Gaspard Monge est communément considéré comme l'inventeur de la géométrie descriptive dont on doit en réalité l’invention propre au peintre toscan Piero della Francesca dans son De prospectiva pingendi écrit un peu plus de trois cents ans auparavant. 
Monge est en tout cas l'auteur d'un traité de Géométrie descriptive qui s'appuie sur les cours donnés à l'École normale, au cours des années 1794 et 1795. La première section aborde la façon de traiter les surfaces, la deuxième les plans tangents aux surfaces courbes et normales, la troisième les intersections des surfaces courbes, la quatrième les autres problèmes géométriques. En 1820, l'ingénieur et mathématicien Barnabé Brisson, disciple de Monge qui participa à la quatrième édition, ajoute au texte d'origine la Théorie des ombres et de la perspective, compilation des cours donnés par son maître à l'École normale et à l'École polytechnique.

#### Équation de Monge-Ampère
En mathématiques, une équation aux dérivées partielles du second ordre, non-linéaire est connue comme équation de Monge-Ampère, étudiée d'abord par Monge en 1784 puis par André-Marie Ampère en 1820.

#### Système de poids et de mesures
Gaspard Monge a fait partie des scientifiques français qui ont poussé à l'instauration d'un système de poids et mesures fondé sur le système décimal.
La numération décimale avait été introduite en Francie par Gerbert d'Aurillac, devenu pape vers l'An mil sous le nom de Sylvestre II, mais elle ne s'était pas encore généralisée aux poids et mesures.
Par le décret du 8 mai 1790 obtenu par Talleyrand, l'Académie des sciences reçoit la mission de mettre au point un système d'unification des poids et mesures. Gaspard Monge fait partie de la Commission centrale des poids et mesures qui doit mettre en œuvre cette décision, avec Condorcet, Laplace, Lagrange, et Borda.
Après avoir reçu des départements les étalons des anciennes mesures, la commission cherche l'unité appropriée. Dans son rapport du 19 mars 1791, la commission propose d'adopter la longueur du quart du méridien terrestre pour base de mesure, et sa dix millionième partie pour unité usuelle. Ce sont les bases théoriques du système métrique, ainsi que du Système international d'unités (SI) des poids et mesures tel qu'il existe de nos jours.
Gaspard Monge est aussi parmi les personnalités qui proposent d'instaurer un calendrier avec des semaines de dix jours. Le calendrier républicain ne dure pas au-delà de 1806, en raison de diverses difficultés.

#### Théorie du transport
Monge a aussi donné son nom à un problème générique de la théorie du transport, connu sous le nom de problème de Monge-Kantorovitch (ou MKP, pour Monge-Kantorovich Problem), ce dernier ayant reçu le « prix Nobel » d'économie en 1975, et est connu pour avoir prouvé l'existence d'une solution optimale à ce problème en 1942. Monge a introduit ce problème dans son Mémoire sur la théorie des déblais et des remblais en 1781.

### Publications (sélection)
Le mémoire manuscrit Application des principes de stéréotomie au figuré du terrain, sans date et sans nom d'auteur, décrit la méthode de Monge (voir Archives de l'inspection du Génie, art. 21, section 3, carton 1) : Belhoste, p. 77.

#### Comme auteur ou coauteur
- Mémoire sur la théorie des déblais et des remblais, Imprimerie Royale, 1781
- Description de l'art de fabriquer les canons, An II[32]
- « Développemens sur l'enseignement adopté pour l'École centrale des Travaux publics, Paris, 1794. Ce texte a été imprimé sans nom d'auteur par ordre du Comité de Salut public[33]. »
- « Stéréotomie », Journal polytechnique ou Bulletin du travail fait à l'École centrale des travaux publics, t. cahier 1,‎ 1794, p. 1-14 (lire en ligne)
- « Analyse appliquée à la géométrie. Sur les lignes de courbure de la surface de l'Ellipsoïde », Journal de l'École polytechnique ou Bulletin du travail fait à cette école, t. cahier 2,‎ 1795, p. 145-165 (lire en ligne)
- Une application d'analyse à la géométrie, 1795[34]
- Géométrie descriptive. Leçons données aux écoles normales, l'an III de la République, Paris, Baudouin, 1798, VIII-130-XXV (lire en ligne). Ces leçons ont été réimprimées dans le livre Jean Dhombres (dir.), L'École normale de l'an III : Leçons de mathématiques : Laplace, Lagrange, Monge, t. 1, Paris, Éditions Rue d’Ulm, Dunod, 1992, 305-453 p. (lire en ligne).
  - (avec Jean Nicolas Pierre Hachette et Sir John Leslie) Second supplément de la géométrie descriptive[35], F. Didot, 1818[n 10]
- Darstellende Geometrie[36]
- Application de l'analyse à la géométrie, à l'usage de l'École impériale polytechnique, 1807[37]
- (avec Jean Nicolas Pierre Hachette) Traité élémentaire de statique, à l'usage des écoles de la Marine, 1810[38]
  - Gaspard Monge's Anfangsgründe der Statik, 1806[39]
  - An elementary treatise on statics, 1851[40]

#### Participations
Monge a collaboré à l'Encyclopédie méthodique de Panckoucke.
On trouve des interventions de Monge dans les Séances des Écoles normales : Débats.

#### Correspondance
- Une correspondance mathématique inédite de Monge, présentation de René Taton, Gauthier-Villars, 1947, p. 19

### Élèves (sélection)
Plus de soixante mathématiciens sont cités dans L'œuvre scientifique de Monge, monographie publiée en 1951 par René Taton, historien des sciences.
- Charles d'Amondans de Tinseau[44] (1748–1822)
- Jean-Baptiste Biot[45] (1774–1862)
- Charles Julien Brianchon (1783–1864)
- Charles Dupin (1784–1873)
- Louis-Joseph Girard (1773–1844)
- Jean-Henri Hassenfratz (1755–1827)
- Sylvestre-François Lacroix (1765–1843)
- Jean-Baptiste Marie Meusnier[46] (1754–1793)
- Jean-Victor Poncelet[45] (1788–1867)
- Gaspard de Prony[47] (1755–1839)
- François-Joseph Servois (1767 ou 1768–1847)
- Antoine Bénigne Suremain de Missery (1767- 1852)
- Barnabé Brisson (1777-1828)

## Reconnaissance

### Hommages
- Son nom est inscrit sur la tour Eiffel (numéro 54/72).
- Une plaque est apposée au 31 rue de Bellechasse (7e arrondissement), là où il vécut.
- Une statue en bronze, offerte par ses anciens élèves et sculptée par François Rude sur commande de la commission Monge en 1846, a été érigée à Beaune, sur la place qui porte son nom. Elle fut inaugurée le 3 septembre 1849. Monge, représenté donnant un cours de géométrie, est coiffé d’un catogan et vêtu à la mode de la fin du XVIIIe siècle. Sur le socle du monument, est gravé « À Gaspard Monge ses élèves et ses concitoyens MDCCCXLIX (1849) ». La maquette préparatoire de l'œuvre se trouve au Musée des Beaux-Arts de Beaune. Une reproduction se trouve au musée François Rude à Dijon. C'est la seule des statues de Beaune qui fut épargnée durant l'Occupation allemande, toutes les autres furent envoyées à la fonte générale. Elle est classée aux Monuments Historiques en 1944[48].
- Le 12 décembre 1989, ses cendres ont été transférées au Panthéon[49].
- On a frappé en son honneur en 1998 une médaille d'argent de 22,2 g et de 37 mm[50], tirée à 300 exemplaires.
- La Poste française a émis un timbre à surtaxe de 18 F + 5 F en juillet 1953 (d'une série de six célébrités), timbre dessiné par André Spitz et gravé par René Cottet.
- À l'occasion des célébrations du Bicentenaire de la Révolution française, la Poste a émis un bloc de quatre timbres de 2,50 F en 1990, dessinés et gravés par Jacques Gauthier, dont un à l'effigie de Gaspard Monge (les trois autres timbres commémorent l'abbé Grégoire, la création du drapeau tricolore et la création des départements).
- Médaillon du visage de profil en haut du coin du 50, rue des Bernardins et de la rue des Écoles.

### Éponymie
Portent son nom, en dehors des mathématiques :
- à Paris dans le 5e arrondissement, une rue qui longe les anciens bâtiments de l’École polytechnique et une place, ainsi qu'une station de métro voisine « Place Monge » ;
- Une caserne de la Garde Républicaine (CSH3/II), rue Monge à Paris
- une place ainsi qu'une rue à Beaune (Gaspard Monge est né au 6 de cette rue Monge à Beaune) ;
- une rue au Caire (Égypte)[51] ;
- une bibliothèque municipale à Beaune[52] ;
- des rues à Dijon, Strasbourg, Rennes, Pessac, Lens, Auxerre, Tarascon en Provence, Limoges, Charleville-Mézières ainsi qu'à Clermont-Ferrand et Tourcoing ; une avenue, à Saint-Bonnet-de-Mure, à Le Boulou et une place à Chambéry également ;
- le Monge, qui est le seul bâtiment d'essais et de mesures de la Marine nationale française ;
- l'Institut d'électronique et d'informatique Gaspard-Monge (IGM), institut de recherche et de formation rattaché à l'université Paris-Est-Marne-la-Vallée ;
- un amphithéâtre de l'École polytechnique ;
- des établissements scolaires, lycées d'enseignement général et technologique ou collèges, dans les villes suivantes : Beaune, Chambéry (lycée Gaspard-Monge de Chambéry), Charleville-Mézières, Saint-Jeoire, Savigny-sur-Orge, Nantes, Knutange, une école primaire à Lille, une autre à Saulieu et un groupe scolaire à Saint-Étienne (maternelle et élémentaire) ;
- Monge, cratère lunaire, nommé ainsi en 1935 ;
- l'astéroïde (28766) Monge, découvert par Paul G. Comba en 2000 ;
- le lycée Carnot à Paris, au même endroit, s'est d'abord appelé école Monge de 1877 à 1895. L'école Monge a été créée en 1869 au 32 rue Chaptal.

### Titre
- Comte de Péluse et de l'Empire. Armoiries :

| Figure | Blasonnement |
|        | Armes du comte de Péluse et de l'Empire D'or, au palmier de sinople terrassé du même ; franc-quartier des Comtes Sénateurs brochant au quart de l'écu, |

### Distinctions
- Grand-croix de l'ordre de la Réunion ;
- Grand officier de la Légion d'honneur[56] ;
- Chevalier de l'ordre de la Couronne de fer[57].

### Dans la fiction
Gaspard Monge a inspiré l'un des personnages du roman historique Le Secret de Champollion.